# Юдита Мазовецкая
Юдита Мазовецкая (пол. Judyta Mazowiecka; 1222/1227 — 4 декабря 1257/1263) — польская принцесса из рода Пястов, княгиня Опольско-ратиборская и Вроцлавская.

## Биография
Юдита была восьмым ребенком князя-принцепса Польши Конрада I Мазовецкого и его жены Агафьи Святославовны, дочери волынского князя Святослава Игоревича.
Около 1239 года Юдита вышла замуж за Мешко II, князя Опольско-ратиборского. Супруги жили в очень неспокойный период. Мешко пришлось столкнулся с нашествием в 1241 году татаро-монголов, которые разорили его княжество, несмотря на его победу в сражении при Рацибуже 20 марта. В 1243 году он помог своему тестю, князю Конраду Мазовецкому, в борьбе за польский трон. Мешко неожиданно скончался в 1246 году в возрасте 26 лет, не оставив потомства. 
Во второй раз Юдита вышла замуж 2 июня 1252 года за другого Силезского Пяста, вроцлавского князя Генриха III Белого. Генрих был одним из самых могущественных князей в Нижней Силезии. По материнской линии он был троюродным братом короля Чехии Пржемысла Отакара II и участвовал в международных делах на его стороне.
Юдита Мазовецкая умерла 4 декабря 1257 или 1263 года.

## Дети
От брака с Генрихом III Белым у Юдиты было двое детей:
- Ядвига (1256—1300), которая в первый раз вышла замуж за Генриха Плейсснерландского, а во второй — за Оттона Анхальт-Ашерслебенского
- Генрих IV Пробус (1258—1290), князь Вроцлавский в 1266-1290, князь-принцепс Польши в 1288-1290